# Championnat de France de basket-ball 1968-1969
Navigation
Saison précédente Saison suivante
La saison 1968-1969 du championnat de France de basket-ball de Nationale 1 est la 47e édition du championnat de France masculin de basket-ball. Le championnat de Nationale 1 de basket-ball était le nom du plus haut niveau du championnat de France.

## Présentation
Douze clubs participent à la compétition. La victoire rapporte 3 points, le match nul 2 points  la défaite 1 point et le bonus 1 point. Les équipes classées 9e, 10e, 11e et 12e descendent en Nationale 2.  Le SA Lyon sera relégué pour des problèmes financiers.
Le tenant du titre, l'ASVEL, va tenter de gagner un 9e titre.
Graffenstaden, Stade Français et Antibes sont les trois équipes promues pour cette saison. Stade Français, 9e, Caen, 10e, Toulouse, 11e et Graffenstaden, 12e sont les quatre équipes reléguées à l'issue de cette saison 1968-1969 auxquelles il faut rajouter Lyon (6e) qui ne peut poursuivre au plus haut niveau à cause de problèmes financiers.
L’ASVEL remporte le championnat pour la dixième fois de son histoire.
Cette saison voit l’arrivée d’une dizaine de joueurs américains qui ne cesseront de venir renforcer les clubs français.
L'américain de Toulouse William Davis est le meilleur marqueur du championnat avec 596 points (moyenne de 29,8).

## Clubs participants
- Olympique d'Antibes
- Alsace de Bagnolet
- Caen Basket Club
- Association Sportive de Denain-Voltaire
- Sportive Illkirch Graffenstaden
- Sporting Club Moderne du Mans
- Stade Auto Lyonnais
- Atlantique Basket Club de Nantes
- Stade français
- CSE Toulouse
- Jeanne d’Arc de Vichy
- Association Sportive de Villeurbanne Eveil Lyonnais

## Classement final de la saison régulière
La victoire rapporte 3 points, le match nul 2 points, la défaite 1 point et le bonus 1 point.
Le point de bonus est accordé à l'équipe qui sur les deux matchs (aller et retour) possède la meilleure différence de points. Si les deux équipes sont à égalité, chacune gagne 0,5 point 
| #  | Equipe         | Pts  | M  | V  | N | D  | PP   | PC   | Diff. | Bonus |
| -- | -------------- | ---- | -- | -- | - | -- | ---- | ---- | ----- | ----- |
| 1  | ASVEL          | 68,5 | 22 | 18 | 0 | 4  | 1770 | 1508 | +262  | 10,5  |
| 2  | Vichy          | 63,5 | 22 | 17 | 0 | 5  | 1549 | 1406 | +143  | 7,5   |
| 3  | Antibes        | 62,5 | 22 | 16 | 0 | 6  | 1840 | 1621 | +219  | 8,5   |
| 4  | Le Mans        | 60,5 | 22 | 14 | 1 | 7  | 1834 | 1671 | +163  | 9,5   |
| 5  | Bagnolet       | 60   | 22 | 15 | 0 | 7  | 1900 | 1714 | +186  | 8     |
| 6  | Lyon           | 53   | 22 | 12 | 0 | 10 | 1724 | 1635 | +89   | 7     |
| 7  | Nantes         | 43,5 | 22 | 8  | 2 | 12 | 1539 | 1573 | -34   | 3,5   |
| 8  | Denain         | 42,5 | 22 | 9  | 0 | 13 | 1603 | 1697 | -94   | 2,5   |
| 9  | Stade français | 42   | 22 | 7  | 1 | 14 | 1620 | 1790 | -170  | 5     |
| 10 | Caen           | 35   | 22 | 6  | 0 | 16 | 1489 | 1665 | -176  | 1     |
| 11 | CSE Toulouse   | 34,5 | 22 | 5  | 0 | 17 | 1538 | 1776 | -238  | 2,5   |
| 12 | Graffenstaden  | 28,5 | 22 | 3  | 0 | 19 | 1464 | 1814 | -350  | 0,5   |

## Leaders de la saison régulière
| Catégorie                   | Joueur             | Équipe   | Statistiques |
| --------------------------- | ------------------ | -------- | ------------ |
| Points par match            | William Davis      | Toulouse | 29,8         |
| Points par match (Français) | Jean-Claude Bonato | Antibes  | 26,8         |